# La Sala (el Pla del Penedès)
La Sala, també anomenat Can Rovira, és una masia al terme municipal del Pla del Penedès (Alt Penedès) inclosa a l'Inventari del Patrimoni Arquitectònic de Catalunya. El mas de la Sala està situat al sud del nucli, en una zona plana envoltada de vinyes i camps. El conjunt és format per una masia de planta baixa, pis i golfes, amb el portal adovellat i balcons al primer pis, i unes construccions annexes (celler, fassina…), i es troba protegit per un baluard amb torre.